# Hans Hörbiger
Hans Hörbiger (29. listopadu 1860, Atzgersdorf (dnes Vídeň) – 11. října 1931, Mauer (taktéž Vídeň)) byl znám jako propagátor pseudovědecké teorie založené na věčném zápasu mezi ledem a ohněm (Welteislehre, Teorie světového ledu). Z této teorie vycházela část nacistické ideologie.
Hörbiger vystudoval technologii ve Vídni a poté pracoval v Budapešti jako kreslič a asistent. V roce 1894 vynalezl nový typ závěru pump a kompresorů, díky čemuž se stal finančně nezávislým.
V roce 1913 publikoval spolu s několika dalšími přáteli sedmisetstránkovou knihu Ledová kosmologie, popisující jeho kosmologickou vizi.
V roce 1925, kdy už bylo jeho dílo poměrně známé, obeslal německé vědce dopisem, kterým jim vyhrožoval, pokud nepřijmou jeho teorii. V té době už k jeho příznivcům patřil i Adolf Hitler a počet lidí, kteří jeho myšlenkám věřili, strmě rostl. Vydal ještě několik knih a svou teorii propojil s nacistickým učením o rasách.
Hörbiger zemřel na rakovinu v roce 1931.
Jeho učení se stalo jednou z idejí výzkumného ústavu SS Ahnenerbe.

## Hörbigerova kosmogonie
Podle Hörbigera ve Vesmíru probíhá věčný souboj ledu a ohně. Všechny planety kromě Země jsou z ledu. Sluneční skvrny jsou krátery po dopadu ledových balvanů. Dnešní Měsíc byl Zemí zachycen asi před dvanácti tisíci lety a není první družicí této planety. Také je z ledu. Toto přitáhnutí Měsíce způsobilo biblickou potopu, při níž zároveň zanikla Atlantida. V minulosti měly být přitaženy již tři družice, z nichž každá se nakonec na Zemi zřítila. Stejným způsobem se má v budoucnu zřítit i dnešní Měsíc.